# Cyril Gardner
Cyril Gardner, nato Cyril Gottlieb (Parigi, 30 maggio 1898 – 30 dicembre 1942), è stato un attore, montatore, regista e sceneggiatore francese naturalizzato statunitense.

## Filmografia parziale

### Attore
- Bread Cast Upon the Waters, regia di Thomas H. Ince (1913)
- The Drummer of the 8th, regia di Thomas H. Ince (1913)
- An Orphan of War, regia di Francis Ford (1913)
- The Bondsman, regia di Charles Giblyn (1913)
- The Mills of the Gods, regia di Jay Hunt (1914)
- Shorty Turns Actor, regia di Jay Hunt (1914)
- The Doll-House Mystery, regia di Chester M. Franklin e Sidney Franklin (1915)

### Montatore
- Prisoners of the Pines (1918)
- Il ritorno al paradiso terrestre (Back to God's Country) (1919)
- Greater Than Fame (1920)
- Whispers (1920)
- Conceit (1921)
- Tramonto (Sundown) (1924)
- Déclassé (1925)
- The Marriage Whirl (1925)
- Classified (1925)
- Mademoiselle Modiste (1926)
- Out of the Ruins (1928)

### Regista
- Grumpy (1930)
- Solo gli scemi lavorano (Only Saps Work) (1930)
- La famiglia reale di Broadway (The Royal Family of Broadway) (1930)
- Reckless Living (1931)
- The Doomed Battalion (1932)
- Perfect Understanding (1933)
- Widow's Might (1935)

### Sceneggiatore
- Notte d'Arabia (Two Arabian Knights) (1927)
- Reckless Living (1931) - adattamento
- Chick (1936)